# ゲッツ・フリードリヒ

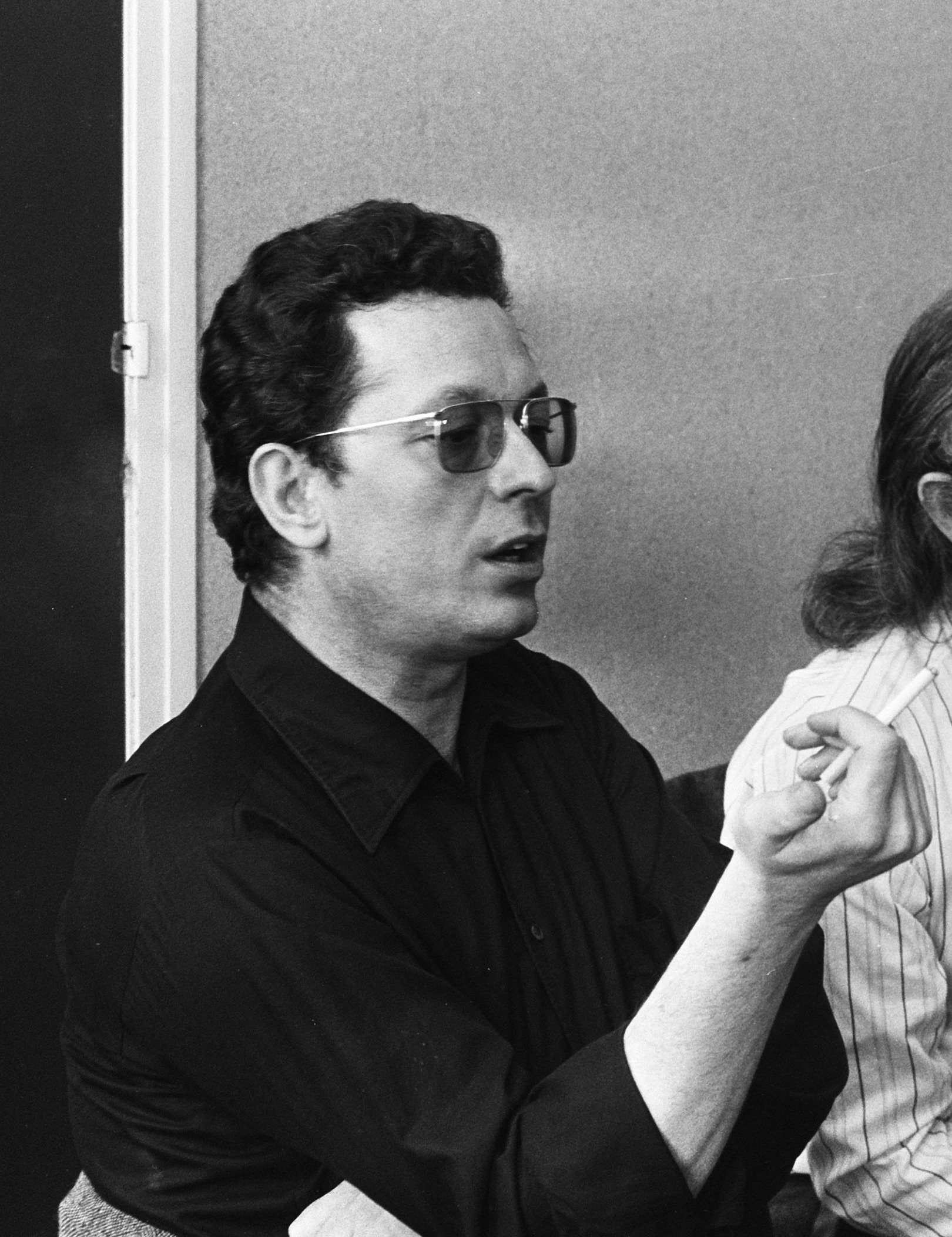
ゲッツ・フリードリヒ（1975年）

ゲッツ・フリードリヒ（ドイツ語：Götz Friedrich、1930年8月4日（ザクセン州ナウムブルク、プロイセン） - 2000年12月12日、ベルリン）は、ドイツの演出家、劇場の芸術監督である。

## 生涯
ゲッツ・フリードリヒは、ベルリン（当時東ベルリン）のコーミッシェ・オーパーにおいて、ヴァルター・フェルゼンシュタインの元で当初弟子として、後に同僚として演出の仕事に携わった。1960年代からフリードリヒはブレーメンといった西側の都市で演出を行っており、1972年には、バイロイト音楽祭（リヒャルト・ワーグナーのタンホイザー）の演出も手がけている。1972年11月、フリードリヒは、ストックホルムでの客演の際に、ドイツ民主共和国から亡命。その後、ハンブルク州立歌劇場やロンドンのコヴェントガーデン歌劇場において演出家として活動した。
1981年から2000年まで、ベルリン・ドイツ・オペラにおいて総監督及び首席演出家を務めた。さらに、 ハンブルク州立歌劇場の首席演出家、ベルリンのテアーター・デス・ヴェステンスの総監督（1984-1993年）、ロンドンのロイヤル・オペラ・ハウス、1993年からは、スウェーデン王立歌劇場の第一客演演出家となる。1986年、ニューヨークにThe American Berlin Opera Foundation（全米ベルリンオペラ財団、ABOF）を設立した。
1973年から、アウグスト・エファーディングとともに、ハンブルク大学と提携してハンブルク音楽演劇大学に音楽劇演出コースを設け、教授として教鞭をとった。
フリードリッヒは、多くの著名な美術家と共同で制作に当たった。その中には、トニ・ブジンガー、ルドルフ・ハインリヒ、ラインハルト・ツィンマーマン、エルンスト・フックス、カール＝エルンスト・ヘルマン、ヴィルフリート・ミンクス、ジョセフ・スヴォボダ、ギュンター・シュナイダー＝ジームセン、 ユルゲン・ローゼ、ギュンター・ユッカー、アンドレアス・ラインハルト、ヘルベルト・ヴェルニッケ、エーリヒ・ヴォンダー、ペット・ハルメン、ペーター・シコラ、ハンス・シャフェアノッホ、ゴットフリート・ピルツなどがいる。

## 私生活
最初の妻（1953年-1962年）は、舞台女優ルート・マリア・クビチェクで、間に息子アレグザンダーがいる。次に結婚した相手はダンサーのジークヒルト・パールで、彼女と共にストックホルムで東ドイツから亡命した。三度目の妻はソプラノ歌手カラン・アームストロングで、間に息子ヨハネスが生まれている（1983年）。

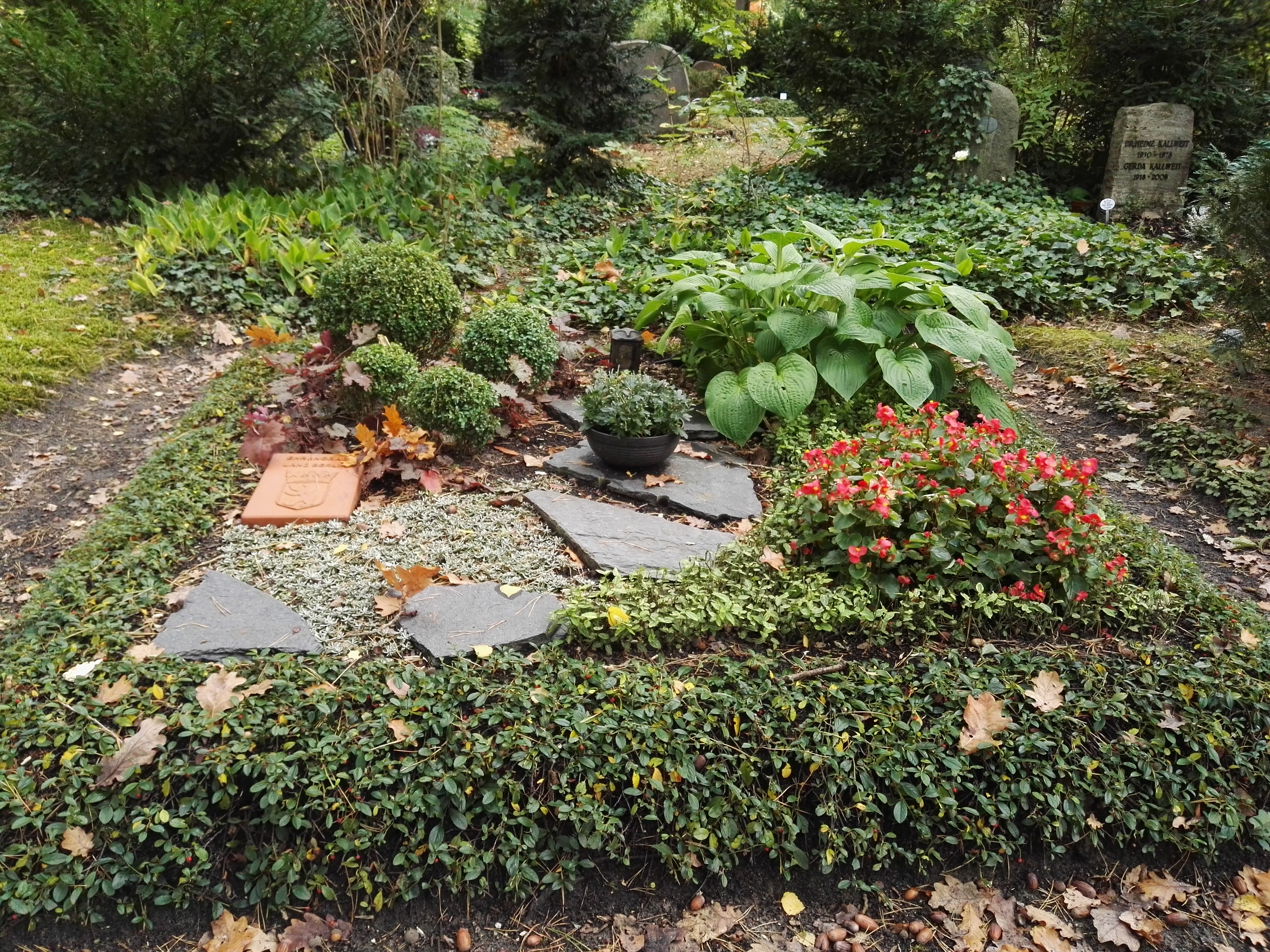
フリードリヒの墓

フリードリヒの墓はツェーレンドルフ森林墓地にあり、2010年11月からベルリン名誉墓に葬られている。

## 所属・受賞

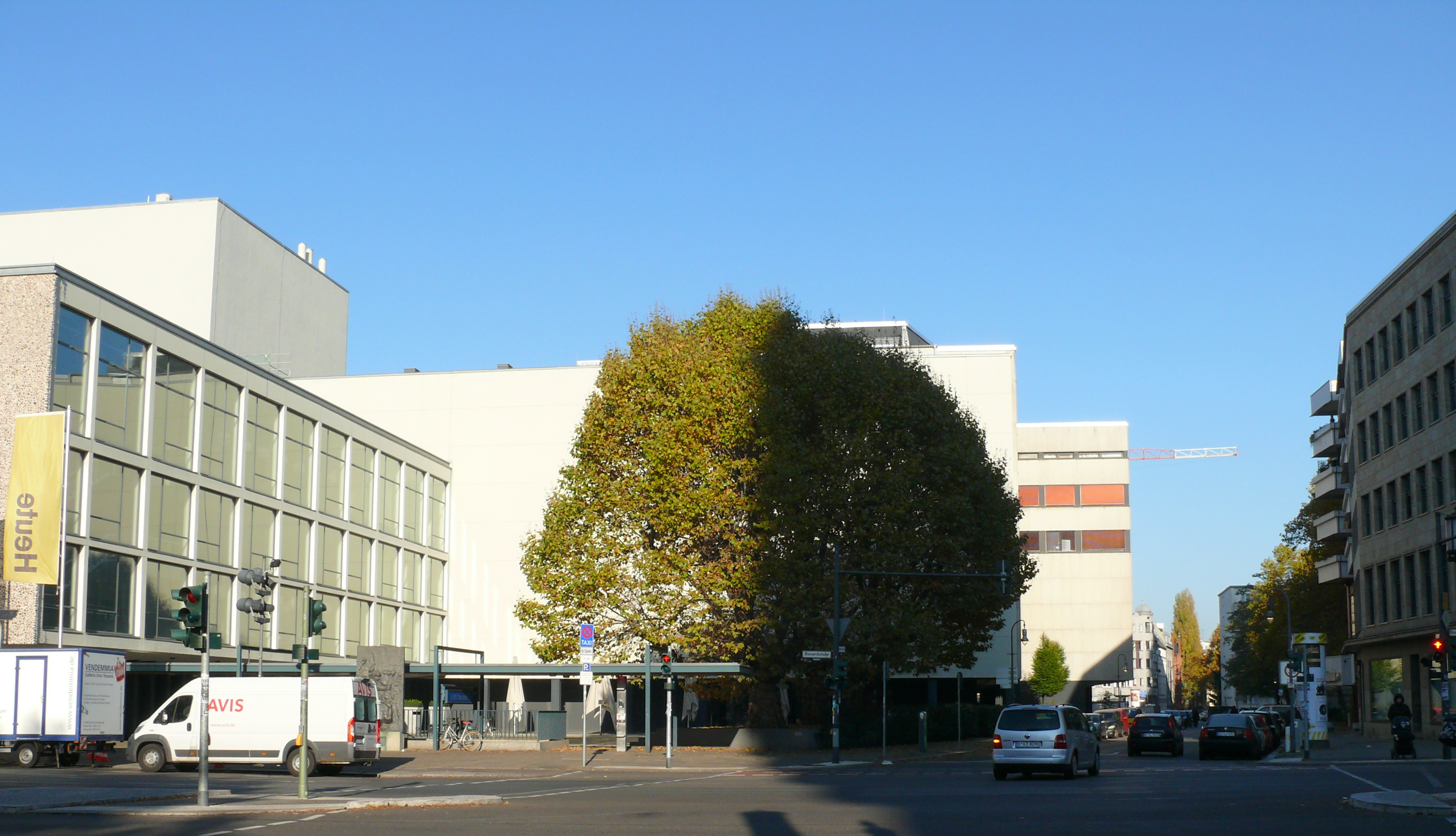
ベルリン・ドイツ・オペラ横、シャルロッテンブルクのゲッツ・フリードリヒ広場

- ベルリン（東）芸術アカデミー賛助会員（1969年-1973年）
- ベルリン（西）芸術アカデミー名誉会員（1982年）
- ハンブルク大学名誉議員（1990年）[1]
- ベルリン熊賞（B.Z.芸術賞）（1995年）
- ハンブルク芸術自由アカデミー会員
- ベルリン・ドイツ・オペラ名誉団員
- ドイツ連邦共和国功労勲章
- スウェーデン王国北極星勲章（英語版）司令官
- フィンランド獅子勲章司令官十字一等賞
- エルンスト・ロイターメダル（1996年）
- スウェーデン王国「litteris et artibus」メダル
- ドイツ舞台人組合金メダル
- アドルフ・グリメ賞名誉賞（1976年）
- ヴィルヘルム・ピッツ賞
- 演劇人組合銀葉賞（1992年）

1998年に若手のオペラ演出家を対象としたゲッツ・フリードリヒ賞が創設された。 賞金額は5,000ユーロで、ゲッツ・フリードリヒ財団を通じて授与されている。
2008年6月14日、ベルリン・ドイツ・オペラに隣接する広場が、彼の名前をとって、ゲッツ・フリードリヒ広場と名付けられた。